# 卡罗琳·芬克尔
卡罗琳·芬克尔是一位英国历史学家，毕业于倫敦大學亞非學院，专攻土耳其历史，主要作品有《奥斯曼帝国：1299-1923》（Osman's Dream, History of the Ottoman Empire 1300-1923）等。